# Toyota Championships 1982
Il Toyota Championships 1982 è stato un torneo di tennis giocato sul cemento indoor. È stata la 2ª edizione del torneo, che fa parte del WTA Tour 1982. Si è giocato a East Rutherford negli USA dal 14 al 19 dicembre 1982.

## Campionesse

### Singolare
Martina Navrátilová ha battuto in finale  Chris Evert con il punteggio di 4–6, 6–1, 6–2

### Doppio
Martina Navrátilová /  Pam Shriver hanno battuto in finale  Candy Reynolds /  Paula Smith con il punteggio di 6–4, 7–5